# Championnat d'Europe féminin de football des moins de 19 ans 2014
Cet article traite de l'épreuve féminine. Pour la compétition masculine, voir Championnat d'Europe de football des moins de 19 ans 2014.
Navigation
Édition 2013 Édition 2015
La 17e édition du Championnat d'Europe de football féminin des moins de 19 ans  est un tournoi de football féminin qui s'est tenu en Norvège. La phase finale du tournoi se déroule en 2014. 
La Norvège est désignée hôte de la compétition à la suite de la décision du Comité exécutif de l'UEFA d'Istanbul en mars 2012. C'est la deuxième fois que la Norvège est hôte de la compétition, après 2001.
Les joueuses nées après le 1er janvier 1995 pourront participer à la compétition.

## Premier tour

### Groupe A
| Rang | Équipe   | Pts | J | G | N | P | Bp | Bc | Diff |
| ---- | -------- | --- | - | - | - | - | -- | -- | ---- |
| 1    | Norvège  | 7   | 3 | 2 | 1 | 0 | 7  | 1  | +6   |
| 2    | Pays-Bas | 7   | 3 | 2 | 1 | 0 | 4  | 2  | +2   |
| 3    | Écosse   | 3   | 3 | 1 | 0 | 2 | 4  | 8  | -4   |
| 4    | Belgique | 0   | 3 | 0 | 0 | 3 | 1  | 5  | -4   |

### Groupe B
| Rang | Équipe     | Pts | J | G | N | P | Bp | Bc | Diff |
| ---- | ---------- | --- | - | - | - | - | -- | -- | ---- |
| 1    | Irlande    | 9   | 3 | 3 | 0 | 0 | 5  | 2  | +3   |
| 2    | Espagne    | 6   | 3 | 2 | 0 | 1 | 4  | 1  | +3   |
| 3    | Suède      | 3   | 3 | 1 | 0 | 2 | 3  | 4  | -1   |
| 4    | Angleterre | 0   | 3 | 0 | 0 | 3 | 1  | 6  | -5   |

## Tableau final
|  | Demi-finales              | Demi-finales |          |   | Finale | Finale |
|  | Demi-finales              | Demi-finales |          |   | Finale | Finale |
|  |                           |              |          |   |        |        |
|  |                           |              |          |   |        |        |
|  |                           |              |          |   |        |        |
|  | [1A] Norvège              | 0            |          |   |        |        |
|  | [1A] Norvège              | 0            |          |   |        |        |
|  | [2B] Espagne              | 2            |          |   |        |        |
|  | [2B] Espagne              | 2            | Pays-Bas | 1 |        |        |
|  |                           |              | Pays-Bas | 1 |        |        |
|  |                           | Espagne      | 0        |   |        |        |
|  | [2A] Pays-Bas             | Espagne      | 0        | 4 |        |        |
|  | [2A] Pays-Bas             |              |          | 4 |        |        |
|  | [1B] République d'Irlande | 0            |          |   |        |        |
|  | [1B] République d'Irlande | 0            |          |   |        |        |